# Kempasagara, Arsikere
Kempasagara là một làng thuộc tehsil Arsikere, huyện Hassan, bang Karnataka, Ấn Độ.